# Bletia florida
Bletia florida är en orkidéart som först beskrevs av Richard Anthony Salisbury, och fick sitt nu gällande namn av Robert Brown. Bletia florida ingår i släktet Bletia och familjen orkidéer. Inga underarter finns listade i Catalogue of Life.

## Bildgalleri

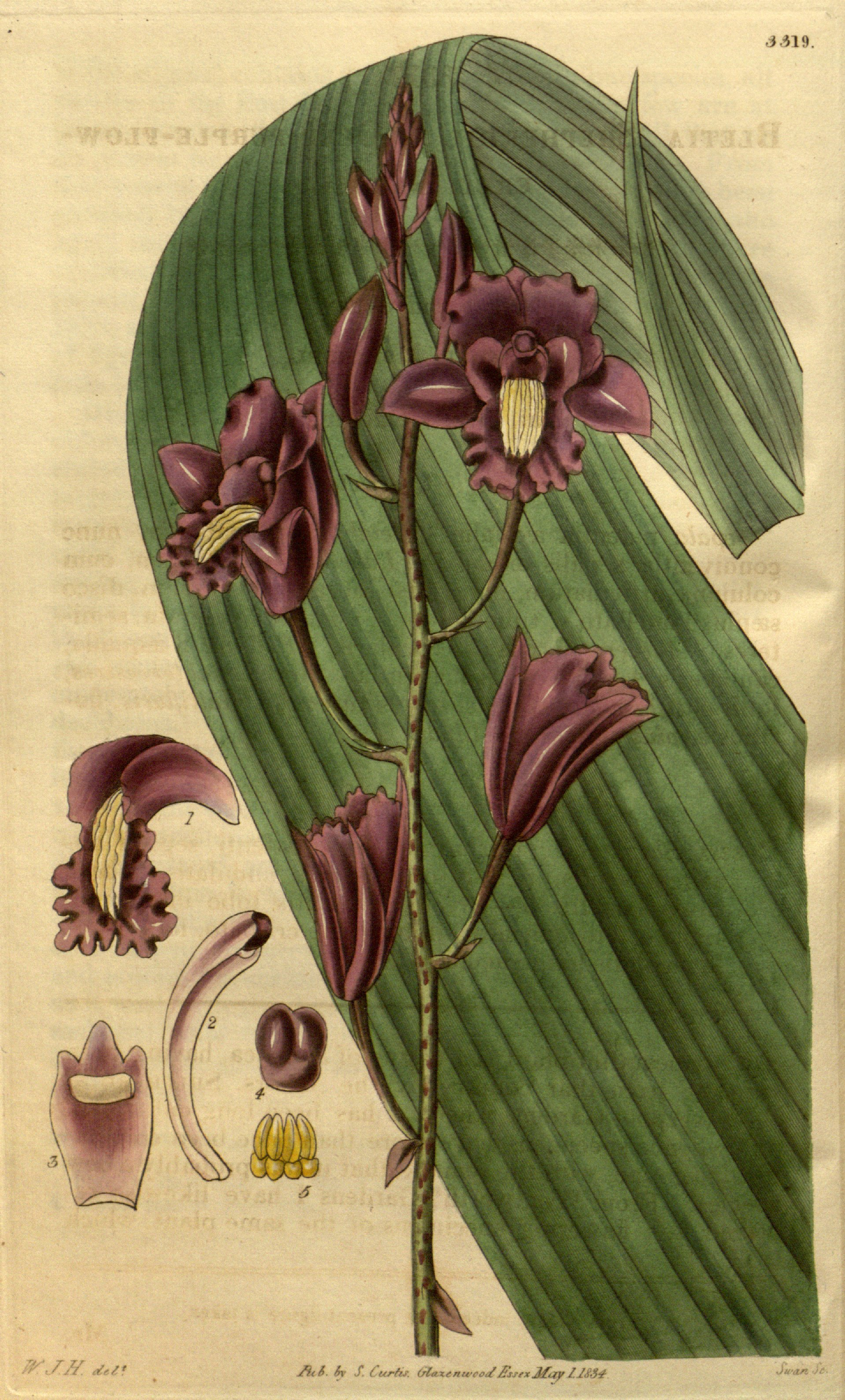